# Northern Railway Colony
Northern Railway Colony es una  ciudad censal situada en el distrito de Kanpur Nagar en el estado de Uttar Pradesh (India). Su población es de 20916 habitantes (2011). 

## Demografía
Según el censo de 2011 la población de Northern Railway Colony era de 20916 habitantes, de los cuales 11274 eran hombres y 9642 eran mujeres. Northern Railway Colony tiene una tasa media de alfabetización del 73,80%, superior a la media estatal del 67,68%: la alfabetización masculina es del 79,22%, y la alfabetización femenina del 67,41%.